# Eric Roth
Eric R. Roth (New York, 1945. március 22. –) Oscar-díjas amerikai forgatókönyvíró. Hatszor jelölték Oscar-díjra a legjobb adaptált forgatókönyv kategóriában – Forrest Gump (1994), A bennfentes (1999), München (2005), Benjamin Button különös élete (2008), Csillag születik (2018), és Dűne (2021) melyből a Forrest Gump című filmért vihette haza a szobrot. A legjobb film jelölést a Mank (2020) című film produceri munkájáért kapta. Dolgozott az Oscar-díjra jelölt Ali (2001) és az Rém hangosan és irtó közel (2011), valamint Martin Scorsese epikus nyugati krimijéhez, a Megfojtott virágok (2023) című filmhez is.

## Élet
Roth a filmproducer és egyetemi tanár, Leon Roth és feleségének, Miriamnak a fia, akik a rádióban dolgoztak.

## Filmográfia
- To Catch a Pebble (1970)
- The Nickel Ride (1974)
- The Concorde... Airport '79 (1979)
- Suspect (1987)
- Memories of Me (1988)
- Mr. Jones (1993)
- Forrest Gump (1994)
- A jövő hírnöke(wd) (The Postman, 1997)
- A suttogó (The Horse Whisperer, (998)
- A bennfentes (The Insider,1999)
- Ali (2001)
- München (2005)
- Az ügynökség (The Good Shepherd, 2006)
- Szerencse dolga (Lucky You, 2007)
- Benjamin Button különös élete (The Curious Case of Benjamin Button, 2008)
- Rém hangosan és irtó közel (Extremely Loud & Incredibly Close, 2011)
- Csillag születik (A Star Is Born, 2018)
- Dűne (2021)